# Филипп (Ставицкий)
Архиепископ Филипп (в миру Виталий Степанович Ставицкий; 14 апреля 1884, Новоград-Волынский — 12 декабря 1952, Москва) — епископ Русской православной церкви, архиепископ Астраханский и Саратовский.

## Семья и образование
Родился 2 (14 апреля) 1884 года в Новограде-Волынском (ныне Житомирская область, Украина) в семье священника. Окончил Волынскую духовную семинарию (1906), Московскую духовную академию (1910) со степенью кандидата богословия.

## Монах и священник
Во время учёбы в академии был пострижен в монашество с именем Филипп, рукоположён в иеродиакона и иеромонаха.
С 1910 года — противосектантский миссионер Черниговской епархии.
С 1911 года — противосектантский миссионер Киевской епархии.
С 1915 года — архимандрит и ректор Нью-Йоркской духовной семинарии в США.

## Начало архиерейского служения

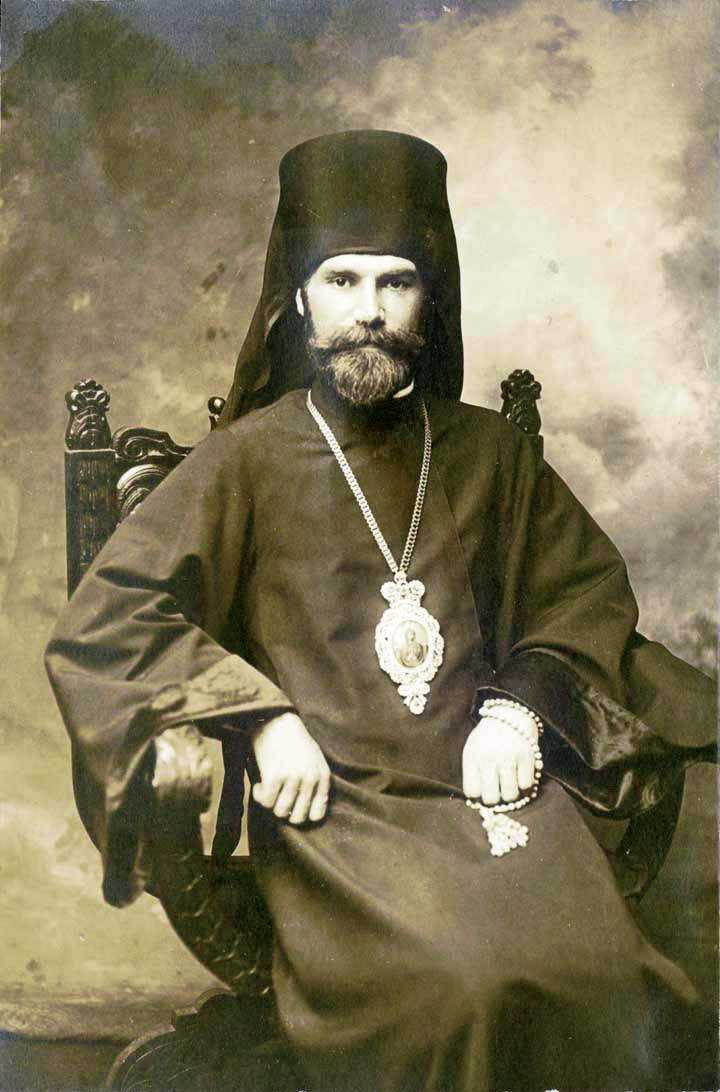
Епископ Аляскинский Филипп

6 августа ст. ст. 1916 года в кафедральном Николаевском соборе г. Нью-Йорк (США) хиротонисан во епископа Аляскинского, викария Алеутской и Северо-Американской епархии.
В 1917 года вернулся в Россию, до 1919 года жил в Москве, оставаясь епископом Аляскинским.
В апреле — 28 августа 1919 года временно управлял Смоленской епархией.
16 (29) декабря 1919 назначен епископом Вяземским, викарием Смоленской епархии.
19 октября 1920 года назначен епископом Смоленским.

## Первые аресты
В 1921 году был приговорён к двум годам условного заключения и к высылке из Западной области по обвинению в хранении контрреволюционной литературы. 9 мая 1922 года вновь был арестован по этому же обвинению, в июне 1922 года дело было прекращено, но сразу же возбуждено новое — о сопротивлении изъятию церковных ценностей. Был отправлен в Москву, содержался в Бутырской тюрьме, в августе 1922 года освобождён.
В 1922 году, после освобождения из заключения, недолго вынужденно примыкал к обновленческому движению. Но уже 18 декабря 1922 года обновленческое руководство приняло решение о его переводе из Смоленска в Крым. Не подчинился этому указу, удалился на покой. 27 января 1923 года обновленческое ВЦУ постановило (в изложении протоиерея Бориса Дикарёва): «назначенного было на Тавр[ическую] каф[едру] и сбежавшего неизвестно куда е[пископа] Филиппа уволить на покой».
В январе — апреле 1923 жил в Ордынской пустыни Демидовского уезда Смоленской губернии. После покаяния вернулся в Патриаршую церковь.
23 апреля 1923 года вновь арестован, обвинён в рукоположении во священники бывших офицеров колчаковской армии. Находился под стражей в Смоленске и Москве, был оправдан, но в июне 1923 года выслан на три года в Самарскую губернию. В 1925 году владыке Филиппу по состоянию здоровья было разрешено переехать на Кавказ, где он оставался до 1928 года.

## Астраханский архиерей
С 13 июня 1928 года — епископ Астраханский.
В 1929 году возведён в сан архиепископа.
Занимался обучением верующих общенародному пению, боролся с «безобразным театральным пением» в храмах, противоречащим православной традиции. Отказался от какого-либо сотрудничества с обновленческим епархиальным управлением.
26 сентября 1929 года был арестован. В газете «Коммунист» была опубликована статья, в которой архиепископ был обвинён в создании контрреволюционной организации, а также содержались многочисленные нападки личного характера. В ответ владыка Филипп заявил:

Всякий мало-мальски знающий меня здесь человек, прочитавший эту заметку, будет только глубоко возмущен её лживостью, её клеветническим характером. Каковы бы не были мои убеждения, моё социальное положение, но я прежде всего человек, личность, имеющий своё человеческое достоинство и свои общечеловеческие права. Во имя этих прав человека я прошу расследования этого публичного поругания, издевательства над человеческой личностью.

3 января 1930 года приговорён к ссылке на три года в Северный край. По воспоминаниям современников, 1 марта 1930 года многие верующие астраханцы пришли проводить своего владыку: у вокзала огромный пустырь за железнодорожными путями был заполнен людской толпой.

## Жизнь в ссылке
Находился в ссылке в деревне Чукчино Усть-Цилёмского района Коми области, где написал для своих духовных чад руководство в духовной жизни: «Путь и истина, и жизнь», которое было переслано в Астрахань. Направлял письма своей пастве, в одном из которых, в частности, говорилось:

Тысяча вёрст разделяют нас, а как будто вы здесь всегда подле меня, и, думается, пройдут ещё годы, ещё больше расстояния может отделять нас, а мы, благодатию Божией хранимы, будем друг для друга тем же, что и сейчас, ибо породнило нас и соединило навеки то, что вечно и непреходяще: Христова вечная любовь! Христова вечная жизнь! И если будем всегда близки к Богу, к Его Божественной сладчайшей жизни, то будем и всегда близки друг к другу.

В 1931 году ему был вынесен новый, более строгий, приговор — к пяти годам ссылки в Омский край.
30 июля 1933 года последовал указ Синода об увольнении его на покой.
По окончании срока ссылки, 23 февраля 1937 года назначен архиепископом Омским.
В августе того же года был арестован и вновь сослан. С 1940 года жил у своих сестёр в городе Борисоглебске Московской(?) области, где работал лесным сторожем.

## Вновь на Астраханской кафедре
В ноябре 1943 года был назначен архиепископом Иркутским. С этим титулом присутствовал на акте воссоединения из обновленчества епископа Корнилия (Попова), состоявшемся 4 декабря 1943 года в Москве, в здании Патриархии. Ещё до выезда в епархию получил новое назначение по просьбе астраханских верующих, хотевших, чтобы он вернулся к управлению их епархией.

С 25 декабря 1943 года — архиепископ Астраханский, с середины 1944 года — Астраханский и Сталинградский.
Глубокопочитаемый Иосиф Виссарионович!
Православное духовенство и верующие Астраханской области шлют вам, как Верховному вождю Красной Армии, горячий привет с искренним молитвенным пожеланием ещё более славных побед и скорейшего разгрома ненавистного врага. От православных церквей и духовенства города Астрахани сделан взнос в фонд помощи детям наших воинов в размере 175.000 рублей.
ФИЛИПП архиепископ Астраханский.
Прошу передать православному духовенству и верующим города Астрахани, внесшим 175.000 рублей в фонд помощи детям бойцов Красной Армии, — мой привет и благодарность Красной Армии.
И. СТАЛИН
Газета «Правда», 19 марта 1944 года.

К моменту его приезда в епархию богослужения проводились лишь в одном храме — Покровском соборе Астрахани. По инициативе владыки Филиппа верующим были возвращены церковь во имя святителя Иоанна Златоуста, Спасо-Преображенский храм в посёлке Трусово, храм во имя святых апостолов Петра и Павла в посёлке Свободном, а также, несмотря на сопротивление властей, была значительно расширена маленькая церковь-часовня на старом кладбище в честь Иоанна Предтечи. Кроме того, были открыты церкви и молитвенные дома в 11 сёлах и в городе Степном (ныне Элиста в Калмыкии). В то же время во многих населённых пунктах власти не разрешили открытие приходов.
Как старейший по хиротонии архиерей, 2 февраля 1945 года от имени Поместного Собора приветствовал новоизбранного Патриарха Алексия I. Занимался составлением рисунков иконостасов для вновь открытых храмов, участвовал в их реконструкции. Был инициатором сбора верующими медных предметов, которые пошли на создание колоколов, которые уже в 1946 году были подняты на колокольню Покровского собора.
30 октября 1947 года был назначен архиепископом Херсонским и Одесским, но уже 12 декабря того же года это решение было пересмотрено, и он остался архиепископом Астраханским и Сталинградским. Причинами стали позиция верующих, которые не хотели «отпускать» уважаемого ими архиерея, а также желание самого владыки Филиппа остаться в Астрахани, несмотря на возможность получить сан митрополита после перевода в Одессу.
С 8 по 18 июля 1948 года он был участником церковный торжеств в Москве по случаю 500-летия автокефалии Русской Православной Церкви.
С 4 марта 1949 года управлял Саратовской епархией, с 21 октября 1949 года — архиепископ Астраханский и Саратовский (после объединения епархий).
Скончался 12 декабря 1952 года в Москве, где находился по служебным делам. Похоронен у правой стены Покровского собора Астрахани. Владыку Филиппа почитают верующие Астраханской епархии. Существуют данные о его прозорливости и о том, что при жизни владыки по его молитвам были исцеления.

## Труды
- Церковь Христова и враги ея. Киев, 1911.
- Слово истины и здравого смысла. Киев, 1911.
- О поклонении Богу Отцу в Духе и Истине. Киев, 1911.
- Зачем все это было? Слово в сороковой день по кончине П. А. Столыпина. Киев, 1911.
- Христос Спаситель и Его Святая Церковь. Киев, 1912.
- О таинствах Церкви Христовой и о средствах христианского совершенствования. Киев, 1912.
- О спасениях. Киев, 1912.
- За Церковь Божию. Выпуск I, Киев, 1915.
- Погибающая миссия. Москва, 1918.
- Новая Жизнь // Журнал Московской Патриархии. М., 1945. № 1. стр. 19-21.
- Русь Святая (слово, сказанное в Елоховском Кафедральном г. Москвы соборе за Патриаршим служением в день памяти всех святых российских, 8 июля 1945 г.) // Журнал Московской Патриархии. М., 1945. № 8. стр. 53-55.